# 2314 Field
2314 Field (1977 VD) là một tiểu hành tinh vành đai chính được phát hiện ngày 12 tháng 11 năm 1977 bởi Harvard College ở trạm Agassiz.